# Градска општина Стари град (Крагујевац)
Општина Стари град или Стара варош је бивша градска општина која је била у саставу града Крагујевца.

## Географија
| Насеље         | Број становника | Површина у ha |
| -------------- | --------------- | ------------- |
| Крагујевац-део | 62.794          | 1.578         |
| УКУПНО         | 62.794          | 1.578         |

Општина Стари град или Стара варош је настала 31. маја 2002. године као градска општина Града Крагујевца, а укинута је 4. марта 2008. године. Територија општине Стари град има 16 km² површине и обухвата део насељеног места Крагујевац (делови катастарских општина Крагујевац IV и Крагујевац III). Ово је основна и најзначајнија просторна целина која чини језгро града на левој обали Лепенице. Део насеља Крагујевац који се налази у овој градској општини обухвата следеће месне заједнице: Багремар, 21. октобар, Стара Радничка Колонија, 1. мај, Бубањ, Сушица, Вашариште, Центар, Палилула и Ердоглија. Суседне општине су: Станово, Пивара и Аеродром.

## Становништво
На подручју ове општине живи 62.794 становника.

## Институције
На територији ове општине се налазе основне институције: Клинички центар Крагујевац, факултети Универзитета у Крагујевцу, већина средњих школа, административно- управне институције Града и Шумадијског округа, Народни музеј Крагујевац, Књажевско-српски театар...